# Steindachneridion melanodermatum
Steindachneridion melanodermatum är en fiskart som beskrevs av Julio C. Garavello 2005. Steindachneridion melanodermatum ingår i släktet Steindachneridion och familjen Pimelodidae. Inga underarter finns listade i Catalogue of Life.